# Ignasi Estapé
Ignasi Estapé ist ein spanischer Filmproduzent.

## Karriere
Estapé begann seine Filmkarriere 2010 mit Jackboots on Whitehall. Seitdem ist er beim katalanischen Produktionsunternehmen Arcàdia Motion Pictures beschäftigt. Dort arbeitete er eng mit den spanischen Produzenten Ibón Cormenzana und Sandra Tapia Díaz zusammen, mit denen er über 20 Filme produzierte. Bereits ihre Filme Mediterráneo und Wie wilde Tiere wurden vielfach ausgezeichnet. Ähnlich verhielt es sich mit dem Animationsfilm Robot Dreams von 2023 in Zusammenarbeit mit Pablo Berger. Hierfür wurde er 2024 für einen Oscar in der Kategorie Bester Animationsfilm nominiert.

## Filmografie (Auswahl)
- 2010: Jackboots on Whitehall
- 2011: Blackthorn
- 2011: ¿Estás ahí?
- 2012: Blancanieves
- 2013: Der Abenteurer – Der Fluch des Midas
- 2014: Aloft
- 2015: Oliver’s Deal
- 2015: El hombre que empezó a correr
- 2015: Alone
- 2016: Rumbos
- 2016: Quatretondeta
- 2016: Realive
- 2016: Ozzy
- 2016: Cannabis (Fernsehserie, 6 Folgen)
- 2017: Deep
- 2017: Abracadabra
- 2018: Kilian Jornet: Path to Everest
- 2018: Viaje al cuarto de una madre
- 2018: Der Baum des Blutes
- 2018: Alegría, tristeza
- 2019: Madre
- 2020: La maldicíon del guapo
- 2020: All the Moons
- 2021: Mediterráneo
- 2022: Beyond the Summit – Am Gipfel des Annapurna
- 2022: Wie wilde Tiere
- 2022: Un novio para mi mujer
- 2022: El Suplente
- 2023: Robot Dreams
- 2023: Körper in Flammen (Miniserie)
- 2024: Los pequeños amores
- 2024: El bus de la vida
- 2024: ¿Es el enemigo? La película de Gila
- 2024: Desmontando un elefante

## Auszeichnungen (Auswahl)
- 2012: Goya-Nominierung in der Kategorie Bester Film für Blackthorn
- 2013: Goya in der Kategorie Bester Film für Blancanieves
- 2013: Europäischer-Filmpreis-Nominierung in der Kategorie Bester Europäischer Film für Blancanieves
- 2022: Goya-Nominierung in der Kategorie Bester Film für Mediterráneo
- 2022: CinEuphoria Award in der Kategorie Bester Iberischer Film für Mediterráneo
- 2022: Premis-Gaudí-Nominierung in der Kategorie Bester Nicht-Katalanischer Film für Mediterráneo
- 2023: Feroz Award in der Kategorie Bestes Drama für Wie wilde Tiere
- 2023: Goya in der Kategorie Bester Film für Wie wilde Tiere
- 2024: Feroz Award in der Kategorie Beste Komödie für Robot Dreams
- 2024: Premis Gaudí in der Kategorie Bester Film für Robot Dreams
- 2024: Goya in der Kategorie Bester Film für Robot Dreams
- 2024: Oscar-Nominierung in der Kategorie Bester Animationsfilm für Robot Dreams
- 2025: Premis-Gaudí-Nominierung in der Kategorie Bester Nicht-Katalanischer Film für Los pequeños amores